# Rafael Paasio

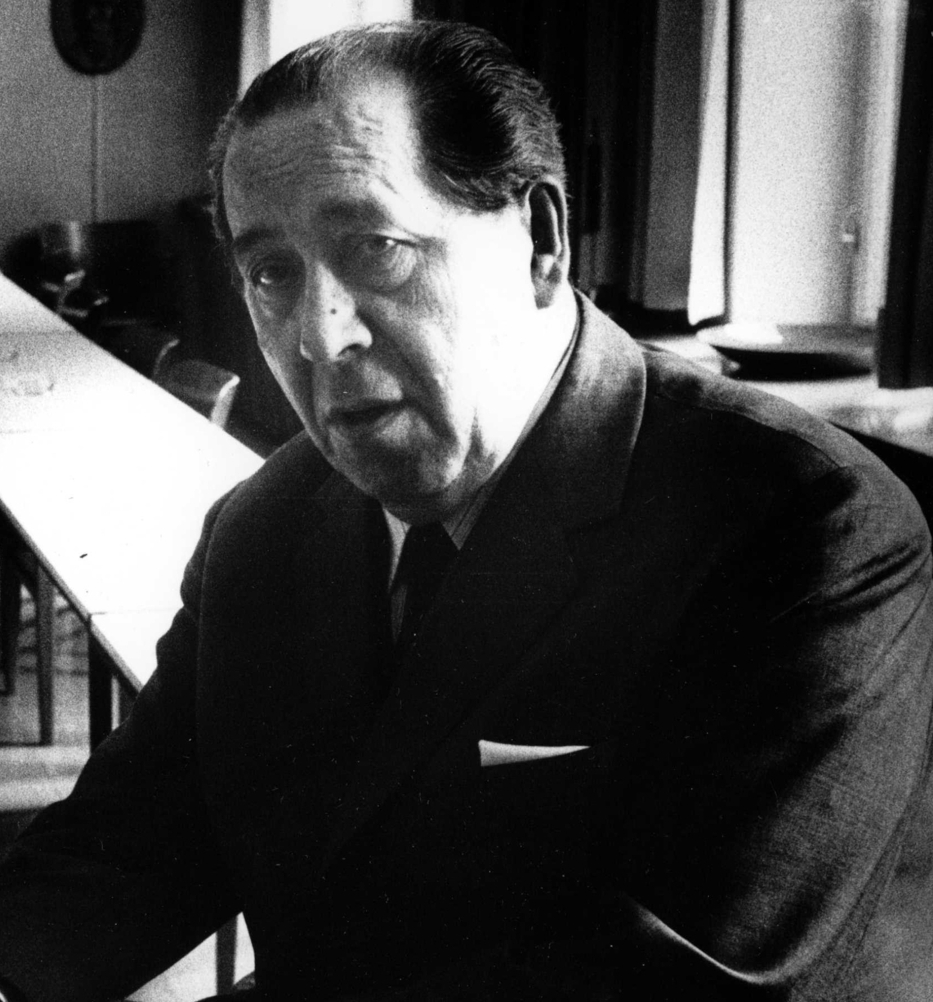
Rafael Paasio (1963)

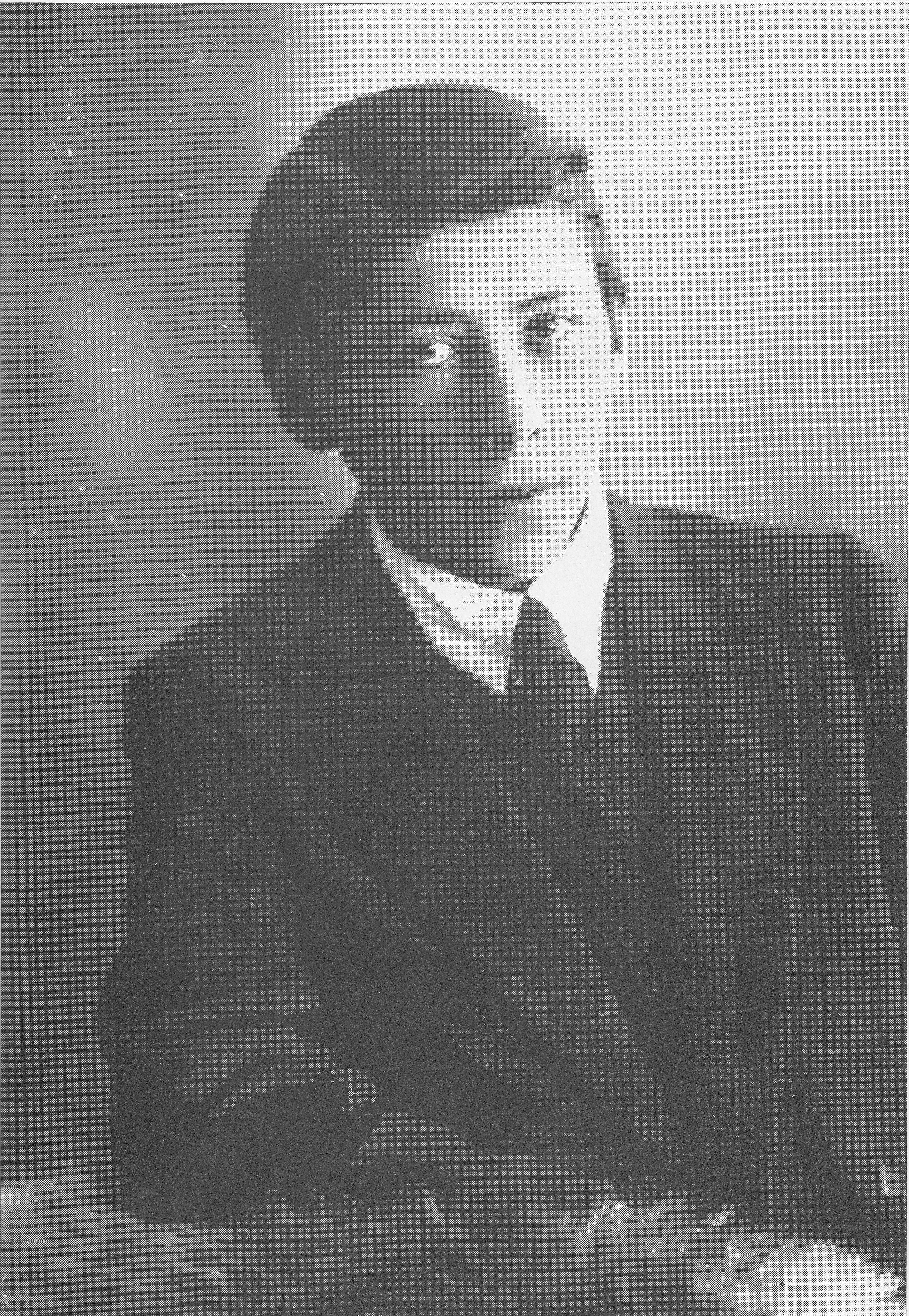
Rafael Paasio, 1918

Kustaa Rafael Paasio (* 6. Juni 1903 in Uskela; † 17. März 1980 in Turku) war ein finnischer Politiker und zweimaliger Ministerpräsident.

## Berufliche Laufbahn
Der gelernte Drucker schlug später eine journalistische Laufbahn ein. 1942 wurde er Chefredakteur der sozialdemokratischen Tageszeitung Turun Päivälehti.

## Politische Laufbahn

### Abgeordneter und Parlamentspräsident
Paasio begann seine politische Laufbahn 1948, als er erstmals zum Abgeordneten des Reichstags gewählt wurde. Dort vertrat er die Interessen der Sozialdemokratischen Partei (SDP). Bereits 1949 wurde er Vorsitzender des Auswärtigen Ausschusses. 1966 war er erstmals Sprecher des Reichstages. Dieses Amt des Parlamentspräsidenten übte er erneut von 1970 bis 1972 aus. In dieser Eigenschaft traf er im Oktober 1970 mit dem DDR-Staatschef Walter Ulbricht zusammen.

### Parteivorsitzender und Ministerpräsident
Von 1963 bis 1975 war er Vorsitzender der SDP. Als solcher bemühte er sich um bessere Beziehungen zur Sowjetunion als seine beiden Vorgänger Väinö Tanner und Karl-August Fagerholm.
Während seiner Vorsitzendenzeit konnte die SDP 1966 einen großen Wahlerfolg erzielen, als sie die Anzahl der Sitze im Parlament von 38 auf 55 erhöhen konnte. Nach diesem Wahlerfolg gelang es Paasio am 21. Mai 1966 eine Koalitionsregierung mit der Zentrumspartei, der kommunistischen Volksdemokraten (SKDL) sowie dem Sozialdemokratischen Bund, der aus der SDP hervorging, zu bilden. Aufgrund von parteiinterner Kritik musste Paasio am 22. Mai 1968 als Ministerpräsident zu Gunsten von Mauno Koivisto zurücktreten.
Am 23. Februar 1972 wurde er erneut Ministerpräsident einer sozialdemokratischen Minderheitsregierung. Am 19. Juli 1972 trat er jedoch zurück, da er nicht die alleinige Verantwortung für die Unterzeichnung eines Handelsabkommens zwischen Finnland und der Europäischen Wirtschaftsgemeinschaft (EWG) tragen wollte. Nachfolger als Ministerpräsident wurde der Generalsekretär der SDP Kalevi Sorsa, der Paasio 1975 auch als Nachfolger der SDP folgte.

## Familie
Sein Sohn Pertti Paasio (1939–2020) ist ebenfalls Abgeordneter des Reichstags und war 1987 bis 1991 auch Vorsitzender der SDP sowie 1989 bis 1991 Außenminister im Kabinett von Harri Holkeri. Seine Enkelin Heli Paasio (* 1972) wurde 2003 zur Abgeordneten des Reichstags gewählt und vertritt dort ebenfalls die Interessen der SDP.

## Biographische Quellen und Hintergrundinformationen
- K. Rafael Paasio Internationales Biographisches Archiv 24/1980 vom 2. Juni 1980, im Munzinger-Archiv (Artikelanfang frei abrufbar)
- Biographie in Personenencyclopedie
- Forgetting the Past. Artikel im TIME-Magazine vom 1. April 1966
- Finland in the era of consenus 1966 to 1981. In: Library of US-Congress, 1988
- The Social Democratic Party. In: Library of US-Congress, 1988
- History of the Finnish Parliament